# Broekstuk (kleding)

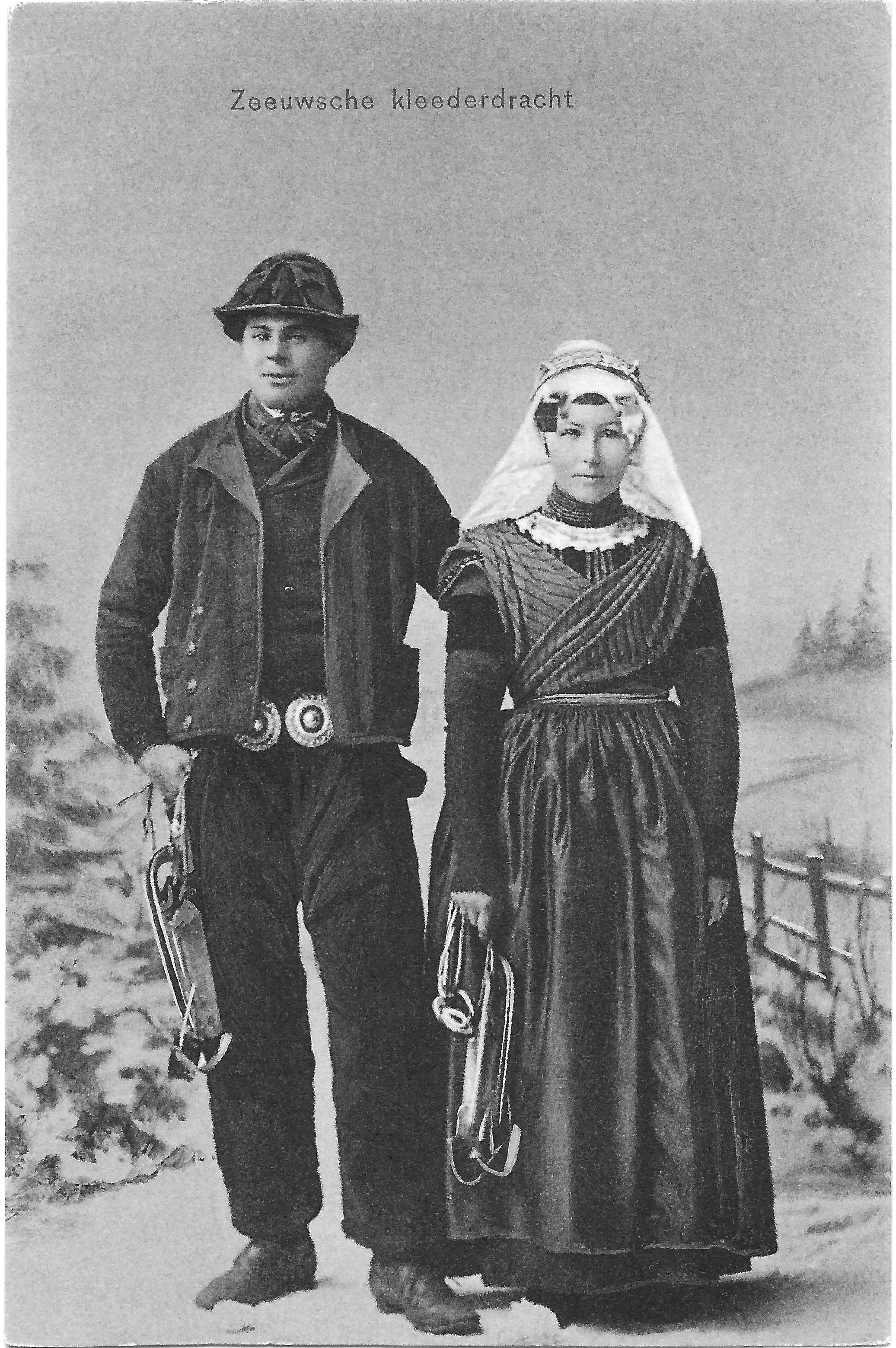
Zeeuws paar in zondagse dracht. De man draagt opvallend grote broekstukken.

Een broekstuk of klepknoop is een grote knoop die als onderdeel van een klepbroek in sommige Nederlandse streekdrachten, onder andere in Zeeland, wordt gedragen door mannen. De broekstukken worden gedragen in paren, en zijn meestal van zilver. Een goedkopere versie kon gemaakt zijn van verzilverd messing of zelfs van hout.
Zilveren broekstukken waren vaak rijk versierd en kunnen worden gezien als een vorm van een sieraad voor mannen.
De broekstukken werden door de grote  knoopsgaten gestoken in de broekband en de broekklep en waren aan de achterzijde aan elkaar bevestigd, zodat de broekklep gesloten werd gehouden. De bevestiging is zoals bij manchetknopen.
Broekstukken zijn soms behoorlijk groot; afmetingen tot 9,5 cm komen voor.
Broekstukken werden rijk versierd, met bijvoorbeeld filigraanwerk.  Soms werden broekstukken gemaakt van een zilveren muntstuk, waardoor bijvoorbeeld het wapen van Nederland zichtbaar bleef. In een enkel geval werden Franse munten gebruikt.
In de streekdracht van Axel maar ook die van Volendam, werden de broekstukken traditioneel versierd met een ruiter te paard. Ook werden klepknopen wel versierd met een Bijbelse voorstelling, bijvoorbeeld van Christus met de Samaritaanse vrouw of Jozef met de vrouw van Potifar.